# سعد بردي
السعد البردي أو البردي (الاسم العلمي: Cyperus papyrus)، نوع من كاسيات البذور المائية من فصيلة السعدية. وهو نبات معمر رقيق عشبي، موطنه أفريقيا، طويل الساق من نباتات المستنقعات شبيه بالقصب يكثر في المياه الضحلة.
لدى سعد البردي (وأقاربها) تاريخ طويل جدا من استخدامات البشر، لا سيما عن طريق المصريين القدامى كمصدر ورق البردي، أول نوع من الورق عرفه الإنسان. كما أن أجزاء من النبات يمكن أن تؤكل،
وتستخدم سيقانه في صنع القوارب. وفي وقتنا الحاضر تستخدم كنباتات الزينة.
تنمو في الطبيعة في الأماكن المشمسة وفي المستنقعات، وعلى ضفاف البحيرات في جميع أنحاء أفريقيا ومدغشقر، وبلدان البحر الأبيض المتوسط.

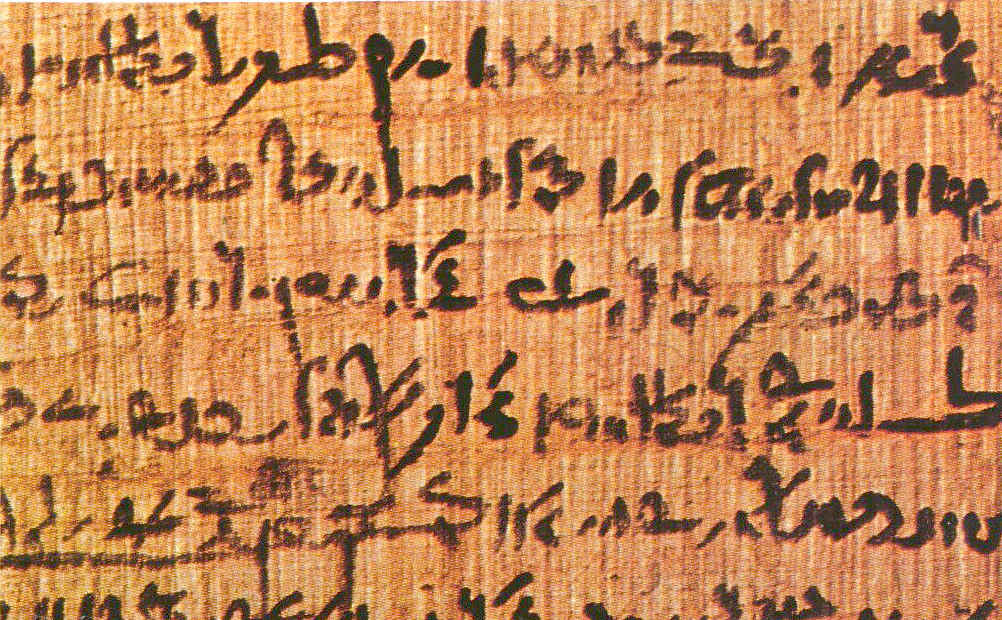
ورق البردي